# Незабутня (фільм, 1965)
«Незабутня» (англ. The Loved One) — американський фільм режисера Тоні Річардсона, що вийшов 1965 року на основі однойменного твору англійського письменника-романіста ХХ століття Івліна Во, що вперше був опублікований у 1947 році в жанрі "чорного гумору".

## Сюжет
Молодий англієць приїжджає до Лос-Анджелеса, де живе його дядько. Однак той несподівано помирає і він повинен організувати його похорон. Він звертається до солідної похоронної компанії з незліченним персоналом і величезним меморіальним парком. Там він знайомиться з симпатичною жінкою, що працює косметологом у цій фірмі і закохується в неї.

## Ролі виконують
- Роберт Морс[en] — Денні Барлов
- Джонатан Вінтерс — Генрі та Вільбур Гленворсі
- Анжанетта Кама[en] — Айме Танетогенос
- Род Стайгер — містер Джойбой
- Роберт Морлі — сер Амброз Аберкрамбі
- Джеймс Коберн — співробітник імміграційної служби
- Джон Гілгуд — сер Френсіс Гінслі
- Маргарет Лейтон — місіс Гелен Кентон

## Навколо фільму
- Через три дні після виходу фільму в Лондоні Івлін Во несподівано помер у своєму будинку в Сомерсеті. Вважається, що він фільму не бачив.
- Американець Роберт Морс не зміг говорити англійською з британським акцентом, тому всі його діалоги довелося озвучувати в студії.